# Place Marek-Edelman
La place Marek-Edelman est une voie située dans le 11e arrondissement de Paris, en France.

## Situation et accès
La place Marek-Edelman se situe au croisement de la rue de la Fontaine-au-Roi et de la rue du Moulin-Joly.

## Origine du nom

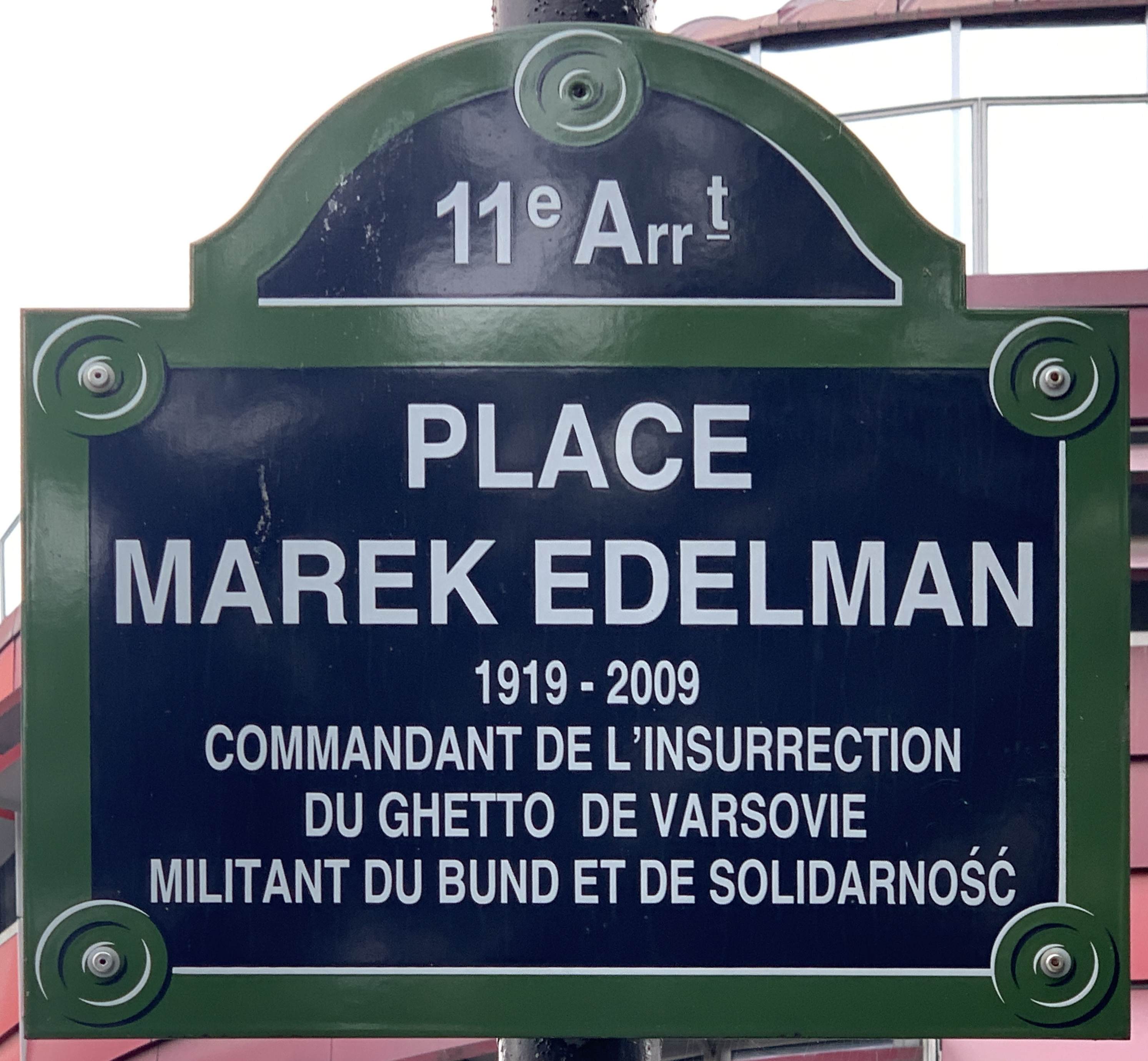
Plaque de la place.

Marek Edelman (1919-2009) est l'un des instigateurs et dirigeants du soulèvement du ghetto de Varsovie et un opposant au régime communiste polonais dans les années 1970 et 1980.